# パガニーニの主題による狂詩曲
ピアノとオーケストラのための『パガニーニの主題による狂詩曲』（ロシア語: Рапсодия на тему Паганини для фортепиано с оркестром フランス語: Rapsodie sur un thème de Paganini pour Piano et Orchestre）作品43は、セルゲイ・ラフマニノフが1934年に作曲した25部から成る変奏曲形式の、ピアノを独奏楽器とする協奏的狂詩曲である。

## 作曲の経緯
ロシア革命の混乱の最中に母国を離れたラフマニノフは、帰国することもかなわずアメリカ合衆国でピアニストとしての生活を送るようになった。彼はアメリカでピアニストとしての名声を獲得する反面、演奏家活動に多くの時間が割かれることとなった。加えてロシアを離れたことで母国を喪失したという思いも強く、想像力の枯渇を感じるなどして作曲にはなかなか取り組めなかった。そんな中、1931年に夏の休暇を過ごすためにスイスのルツェルン湖畔に建てた別荘で1934年6月3日に作曲を開始し、同年8月18日に仕上げられたのがこの曲である。初演は1934年11月7日、ボルチモアにてラフマニノフのピアノ独奏、ストコフスキー指揮、フィラデルフィア管弦楽団により行われた。
後にこの作品はミハイル・フォーキンによってバレエ化された。その際ラフマニノフはフォーキンに「超絶技巧と引き換えに悪魔に魂を売ったと噂されたニコロ・パガニーニの伝説を筋立てとして利用してはどうか」という提言をしている。

## 楽器編成
当楽曲では独奏ピアノと管弦楽が配置される。このうち、管弦楽の編成内容を以下にて示す。
| 木管   | 木管           | 金管 | 金管 | 打    | 打                                              | 弦   | 弦   |
| ------ | -------------- | ---- | ---- | ----- | ----------------------------------------------- | ---- | ---- |
| Fl.    | 2              | Hr.  | 4    | Timp. | ●                                               | Vn.1 | ●    |
| Ob.    | 2              | Trp. | 2    | 他    | B-Dr.1、S-Dr.1、Cymb.1、S-Cymb.1、Tri.1、Glsp.1 | Vn.2 | ●    |
| Cl.    | 2              | Trb. | 3    | 他    | B-Dr.1、S-Dr.1、Cymb.1、S-Cymb.1、Tri.1、Glsp.1 | Va.  | ●    |
| Fg.    | 2              | Tub. | 1    | 他    | B-Dr.1、S-Dr.1、Cymb.1、S-Cymb.1、Tri.1、Glsp.1 | Vc.  | ●    |
| 他     | Picc.1、E-Hr.1 | 他   |      | 他    | B-Dr.1、S-Dr.1、Cymb.1、S-Cymb.1、Tri.1、Glsp.1 | Cb.  | ●    |
| その他 | その他         | Hp.1 | Hp.1 | Hp.1  | Hp.1                                            | Hp.1 | Hp.1 |

なお、演奏時間は、22～25分程度である。

## 楽曲構成

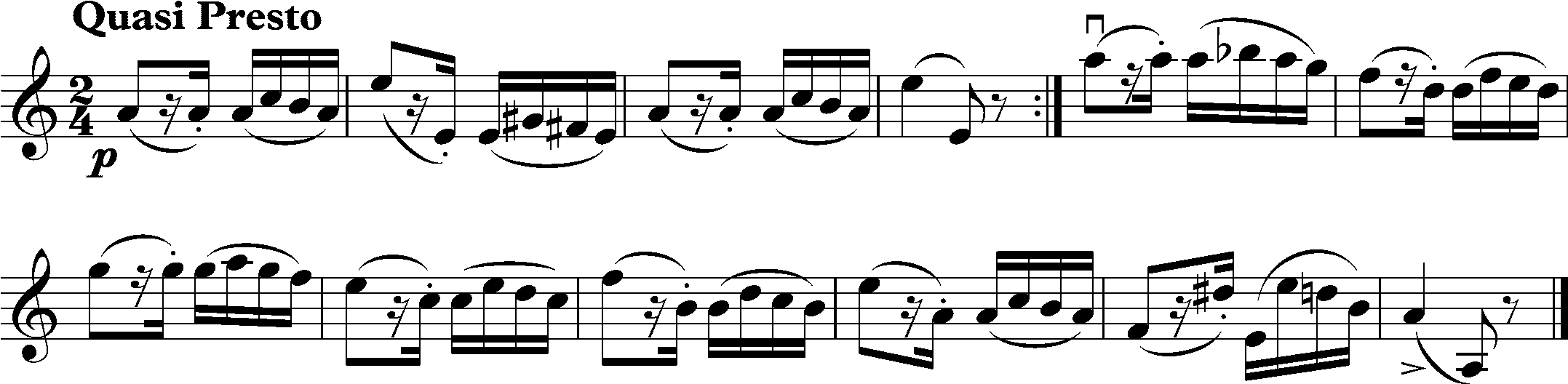
パガニーニ『24の奇想曲』第24曲の主題提示部分。この主題を用いて当楽曲を作曲した。

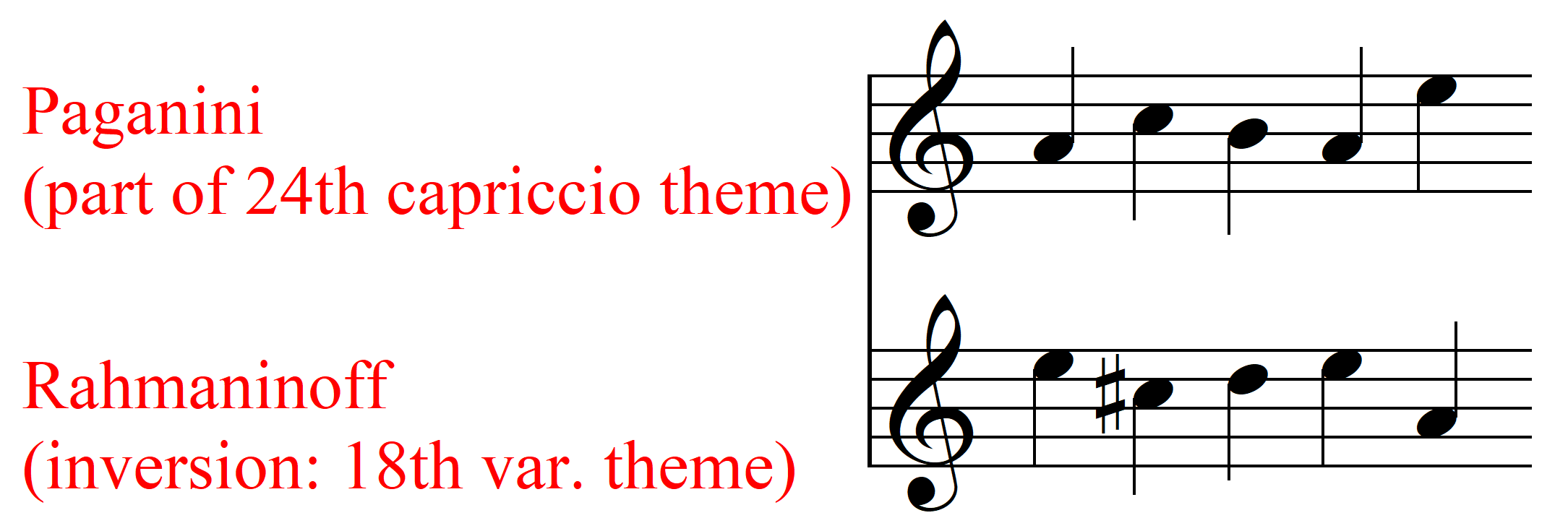
”パガニーニの主題”の反行形（譜例下；第18変奏にて）

主題と24の変奏から成る。一般の変奏曲と異なり、第1変奏のあと、第2変奏の前に主題を置いている。
主題は、パガニーニのヴァイオリン曲『24の奇想曲』第24番「主題と変奏」の「主題」を用いている。すなわち、パガニーニと同じ主題を使って別の変奏を試みているのである。イ短調。
序奏：Allegro vivace イ短調 2/4
主題の部分の動機が3回繰り返される。
第1変奏：Allegro vivace イ短調 2/4
オーケストラによって主題が間欠的に演奏される。
主題：L'istesso tempo イ短調 2/4
ピアノが主題を間欠的に演奏する中、ヴァイオリンが主題を演奏する。第1変奏が主題を間欠的に演奏しているため、この主題が、あたかもこの第1変奏の変奏であるかのように聞こえる。
第2変奏：L'istesso tempo イ短調 2/4
ピアノとオーケストラが役割を交代する。後半になって変奏曲らしい装飾が十分に聞かれるようになる。
第3変奏：L'istesso tempo イ短調 2/4
オーケストラが細かく動く中、ピアノがゆったりとオブリガードを演奏する。
第4変奏：Più vivo イ短調 2/4
いくらか急にテンポを増す。動機を2つのパートが素早く掛け合いを行う。
第5変奏：Tempo precedente イ短調 2/4
歯切れの良いリズムになる。
第6変奏：L'istesso tempo イ短調 2/4
同一のテンポながら、オーケストラの動きが止まり、ピアノもひとフレーズごとに動きが緩やかになる。
第7変奏：Meno mosso, a tempo mederato イ短調 2/4
いよいよテンポが遅くなり、グレゴリオ聖歌の『レクイエム』の「怒りの日」のテーマをピアノが演奏する。ラフマニノフが生涯にわたってこだわり続けたこのテーマは、この曲にあっては前述のパガニーニの伝説に登場する悪魔を示していると言われる。
第8変奏：Tempo I イ短調 2/4
最初のテンポに戻り、下から突き上げるようなリズムがあがってくる。
第9変奏：L'istesso tempo イ短調 2/4
逆付点リズムのような3連符の鋭いリズムで「怒りの日」を変奏する。
第10変奏：Poco marcato イ短調 4/4
「怒りの日」の変奏。クライマックスで3/4拍子と4/4拍子が交代する変拍子となる。静まって次の変奏を迎える。
第11変奏：Moderato イ短調 3/4
ヴァイオリンとヴィオラが静かに同音を細かく反復する（トレモロ）中、ピアノが動機を幻想的に繰り返す。後半は拍子を失い、カデンツァ的に演奏される。そのピアノをハープのグリッサンドが飾る。
第12変奏：Tempo di minuetto ニ短調 3/4
はじめてイ短調以外の調で奏される。「メヌエットのテンポ」とはいうもののあまりメヌエットらしさはない。後半のホルンのオブリガードが印象的。
第13変奏：Allegro ニ短調 3/4
3拍子に変えられはするものの、主題がヴァイオリンなどにより比較的はっきりと現れる。
第14変奏：L'istesso tempo ヘ長調 3/4
初めて長調が現れる。主題は鋭く角張って変奏される。
第15変奏：Più vivo scherzando ヘ長調 3/4
前半はピアノだけで演奏される。ピアニスティック（ピアノ技巧的）な演奏が聞かれる。
第16変奏：Allegretto 変ロ短調 2/4
一転して陰鬱に動機を繰り返す。
第17変奏：Allegretto 変ロ短調 4/4(12/8)
ピアノが低音でもぞもぞと動く中、オーケストラが動機のあとの部分を繰り返す。
第18変奏：Andante cantabile 変ニ長調 3/4
主題は別として、この曲の中で特に有名な部分である。しばしば単独で演奏される。ポップスへの編曲例も多い。パガニーニの主題の反行形（上下を反対にした形）を、最初はピアノが独奏で演奏し、オーケストラが受け継ぐ。
第19変奏：A tempo vivace イ短調 4/4
最初の調に戻り、夢が覚めたような印象を与える。ピアノがすばしこく上下へ動き回る。手の大きいラフマニノフならではの奇抜な演奏手法である。
第20変奏：Un poco più vivo イ短調 4/4
ヴァイオリンがもぞもぞも動き回る中、ピアノが歯切れ良く鋭い音を出す。
第21変奏：Un poco più vivo イ短調 4/4
ピアノが低音を蠢きながらときどきおどかすように高音に現れる。
第22変奏：Un poco più vivo (Alla breve) イ短調 (4/4)
ピアノが重く鋭く和音を刻む。最後はピアノのカデンツァとなって、動機を繰り返す。
第23変奏：L'istesso tempo イ短調 2/4
主題が明確に現れた後で、ピアノとオーケストラの掛け合いとなり、最後にはカデンツァ風となる。
第24変奏：A tempo un poco meno mosso イ短調〜イ長調
ピアノが弱奏ですばやく動き回る。10度を超える難しい跳躍をスケルツァンド風に演奏する。金管楽器が「怒りの日」を短く奏した後、トゥッティ で盛り上がるが、最後はピアノが主題の断片を極めて弱く演奏して曲を閉じる。

## パガニーニの主題による狂詩曲を題材にした作品
テレビドラマ（韓国）
- (2014年) 密会（朝鮮語版）

ポピュラー音楽
- 「四銃士」（『金田一少年の事件簿R』主題歌）
作詞：Satomi
編曲：西本智実、倉内達矢
歌：NEWS

第18変奏を取り上げたもの
- 映画
  - (1953年) 三つの恋の物語
  - (1954年) ラプソディー
  - (1980年) ある日どこかで
  - (1991年) 愛と死の間で
  - (1993年) 恋はデジャブ
  - (1995年) サブリナ (映画) - 『麗しのサブリナ』のリメイク作品。
  - (1998年) RONIN
- 音楽
  - さだまさし『都会暮らしの小さな恋に与える狂詩曲』（2018年）- メロディの一部に引用。
- アニメ
  - こちら葛飾区亀有公園前派出所　（223話「両さん禁酒命令」）
- コマーシャル
  - 東急不動産 ｢BRANZ｣